# لوره د کلرمونت تونر
لوره د کلرمونت تونر (فرانسوی: Laure de Clermont-Tonnerre‎؛ زادهٔ ۲۶ ژوئیهٔ ۱۹۸۳) کارگردان فیلم، تهیه‌کننده فیلم، هنرپیشه و فیلم‌نامه‌نویس اهل فرانسه است.
از فیلم‌ها یا برنامه‌های تلویزیونی که وی در آنها نقش داشته‌است می‌توان به ماجراهای شگفت‌انگیز آدل بلان-سک، لباس غواصی و پروانه اشاره کرد.